# Тоёхара Тиканобу

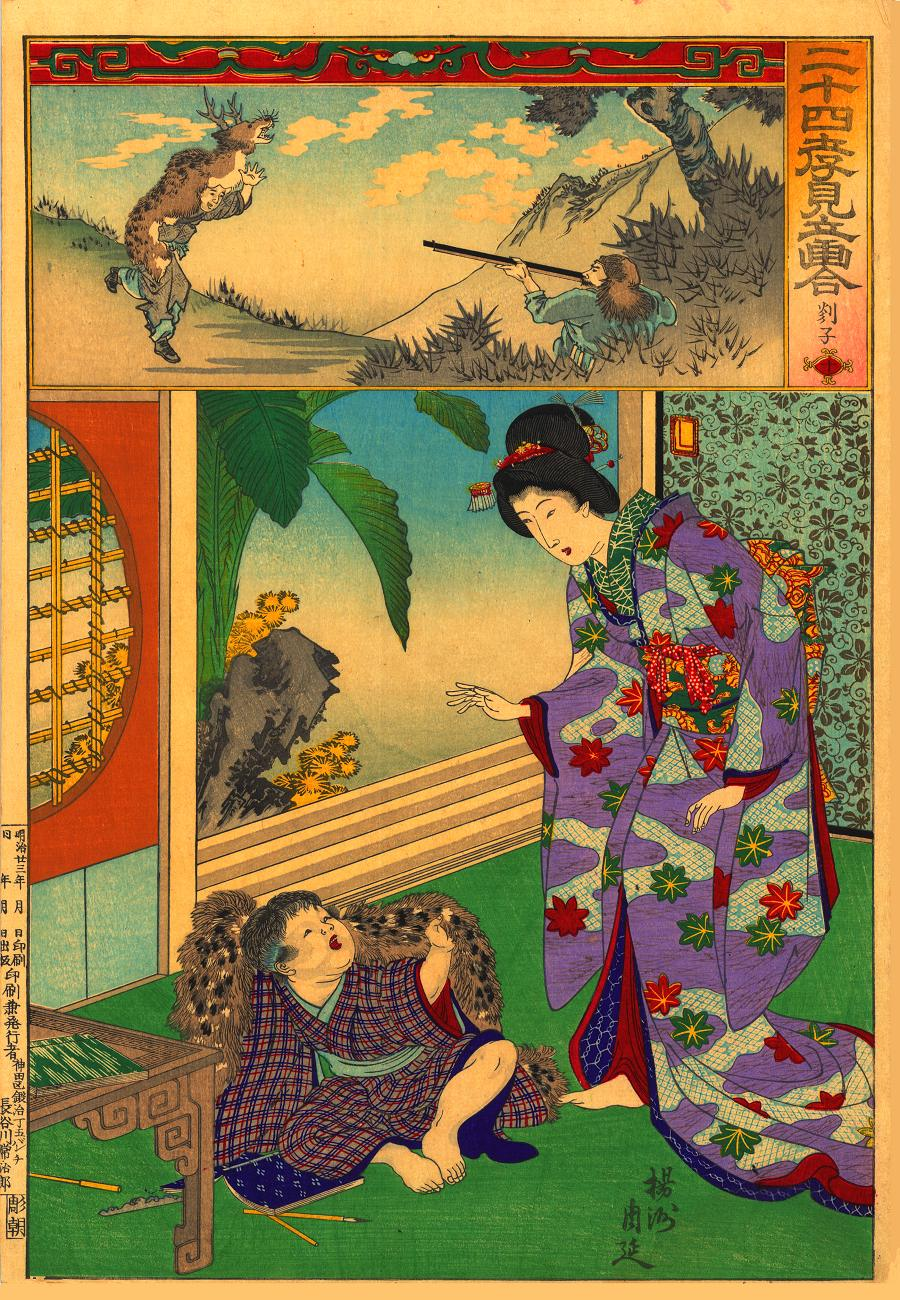
Тоёхара Тиканобу.

Тоёхара Тиканобу (яп. 豊原周延, 1838—1912) — японский художник, мастер укиё-э.

## Биография и творчество
Тоёхара Тиканобу — один из последних художников периода развития укиё-э. Хасимото Наоёси (настоящее имя) служил вассалом рода Сакакибара, владевшего княжеством Такада в провинции Этиго. После падения сёгуната Токугава Тоёхара Тиканобу присоединился к войску Сёгитай и сражался в битве при Уэно. Затем он примкнул к сторонникам сёгуната Токугава в Хакодате, где он участвовал в битве при Хакодатэ, обороняя форт Горёкаку под руководством Эномото Такэаки и Отори Кэйсукэ. После капитуляции Сёгитая он был заключён под стражу в княжестве Такада.
В 1875 году Хасимото Тадаёси решил заняться живописью и учился этому в Эдо в школе Кано, затем увлёкшись ксилографией, поступил в мастерскую Тоёхары Кунитики. Согласно японскому обычаю он взял фамилию учителя и псевдоним, начинающийся с последнего иероглифа его имени. Сюжетами картин Тоёхары Тиканобу, в отличие от театральной тематики его учителя, стали сцены из прошлой и современной жизни Японии, японская мифология, женщины и дети, события китайско-японской войны 1894—1895 годов.
Тоёхара Тиканобу выполнял также гравюры с портретами императорской семьи и её окружения, а также на запрещённую ранее тему обычаев и поведения женщин, живущих во дворце микадо. Кроме того он изображал новые веяния эпохи Мэйдзи: аристократки, одетые по европейской моде, путешествия японцев за границу, концерт европейского оркестра и другие. Среди его серий выделяются «Образы благородных женщин в эпоху Токугава», «Нравы и обычаи Эдо», «Снег, луна и цветы».